# Rijksrecherche
De Rijksrecherche doet strafrechtelijk feiten- en opsporingsonderzoek naar corruptie bij overheidsorganen. Zij is in 1897 opgericht, is onderdeel van het Nederlandse Openbaar Ministerie en valt onder de verantwoordelijkheid van het College van procureurs-generaal.

## Inzet van de Rijksrecherche
Niet alle gepleegde strafbare feiten binnen de overheid worden door de rijksrecherche onderzocht. Dit zou alleen al om puur capacitaire redenen niet doenlijk zijn. Het werkterrein van de rijksrecherche is daarom afgebakend. Als algemene uitgangspunten voor de inzet van de Rijksrecherche geldt dat (cumulatief):
- het onderzoek gericht is op overheidsfunctionarissen;
- er sprake moet zijn van een mogelijk strafbaar feit dat de integriteit van de overheid kan aantasten;
- het onderzoek zelfs iedere schijn van partijdigheid moet vermijden.

Voorbeelden van onderzoeken door de Rijksrecherche zijn schietincidenten met dodelijke afloop of zwaar lichamelijk letsel, zedendelicten, (buitenlandse) corruptie, omkoping, valsheid in geschrifte, schending van het ambtsgeheim en celdoden in politiebureaus. Voor inzet van de Rijksrecherche geldt steeds dat hierbij overheidsfunctionarissen betrokken moeten zijn.

## Sturing
De Rijksrecherche wordt ingezet op grond van de inzetcriteria zoals die door het College van procureurs-generaal per 8 januari 2002 zijn vastgesteld en per 1 februari 2002 in werking zijn getreden. De Coördinatie Commissie Rijksrecherche (CCR) bepaalt of de Rijksrecherche wordt ingezet en voor hoelang. De CCR bestaat uit een procureur-generaal, de hoofdofficier van justitie van het landelijk parket en de directeur Rijksrecherche. De CCR wordt bijgestaan door de landelijk coördinerend Rijksrecherche-officier van justitie.
De directie van de Rijksrecherche bestaat uit de directeur Rijksrecherche, het Hoofd Bedrijfsvoering en het Hoofd Operationele Zaken. Het managementteam bestaat uit de directie en de managers van de Regio’s en Executieve Ondersteuning.
De Rijksrecherche heeft haar hoofdvestiging in Den Haag en een nevenvestiging in Zwolle, 's-Hertogenbosch en Amsterdam. Er werken anno 2024 circa 140 mensen bij de Rijksrecherche.